# Barbara George
Barbara George, geboren als Barbara Ann Smith, (New Orleans, 16 augustus 1942 - Chauvin, 10 augustus 2006) was een Amerikaanse r&b-zangeres en componiste.

## Biografie
Barbara Ann Smith werd geboren in het Charity Hospital in New Orleans en groeide op New Orleans, waar ze begon te zingen in een kerkkoor. Ze werd ontdekt door zangeres Jessie Hill, die haar introduceerde bij producent Harold Battiste. Haar eerste plaat bij Battiste's platenlabel AFO (All For One) was de gecertificeerde gouden single I Know (You Don't Love Me No More), die eind mei 1961 werd uitgebracht en bovenaan stond in de r&b-hitlijst en nummer 3 in de Billboard Hot 100. Deze werd later opgenomen door vele andere artiesten, waaronder Freddie King, Paul Revere & the Raiders (1966), The Merseybeats, Ike & Tina Turner en Bonnie Raitt (1972).
Haar enige album I Know (You Do not Love Me No More) uit 1961 bevat 12 nummers, waarvan er 11 uit de pen van George kwamen.
De twee opeenvolgende zelfgeschreven singles You Talk About Love (bij AFO) en Send For Me (If You Need Some Lovin') (bij Sue Records), bereikten later in 1962 de Billboard Hot 100, maar slaagden er niet in het nationale succes van haar eerste hit te evenaren.
Latere opnamen zoals het in 1979 geproduceerde Take Me Somewhere Tonight van Senator Jones, hadden beperkter succes, en George trok zich in het begin van de jaren 1980 grotendeels terug uit de muziekindustrie, met daaropvolgende singles die nooit het succes van I Know bereikten. Ze zong op het Willy DeVille-album Victory Mixture (1990).

## Privéleven en overlijden
Barbara baarde de drie zonen Tevin, Albert en Gregory. Tevin trainde als professionele bokser en wordt vermeld als de winnaar van de Amerikaanse Golden Gloves award in 1986, die vervolgens optrad bij de Olympic Trials.
George overleed in augustus 2006 in Chauvin, waar ze de laatste tien jaar van haar leven had doorgebracht, zes dagen voor haar 64ste verjaardag.

## Discografie
- 1961: I Know (You Don't Love Me No More)
- 1962: Whip O Will
- 1962: If You Think
- 1963: Something's Definitely Wrong

- Bibliothèque nationale de France: cb141809690 (data)
- Gemeinsame Normdatei: 134383338
- International Standard Name Identifier: 0000 0000 5516 1646
- Library of Congress Control Number: no97068699
- MusicBrainz: 3c475a1e-3669-45d1-b181-59bae339a382
- Istituto Centrale per il Catalogo Unico: DDSV172356
- Virtual International Authority File: 14982961
- WorldCat: E39PBJkp4TVvvHkkd3p8FDDKBP